# Château du Breuil (Agonges)
Pour les articles homonymes, voir Château du Breuil.
Le château du Breuil est un édifice situé à Agonges (France).

## Localisation
Le château est situé sur la commune d'Agonges, dans le département de l'Allier, en région Auvergne-Rhône-Alpes.

## Description
Le château du Breuil est actuellement une maison bourgeoise. Le bâtiment d’habitation se compose d’un corps de logis de forme rectangulaire, flanqué par un avant-corps en pavillon au centre.

## Historique
Le château est un ancien logis sur motte du XVIIIe siècle, remanié à la fin du XIXe siècle[réf. souhaitée].